# 熊取町立熊取北中学校
熊取町立熊取北中学校（くまとりちょうりつ くまとりきた ちゅうがっこう）は、大阪府泉南郡熊取町にある公立中学校である。ニュータウン街に位置している。
熊取町立中学校（現・熊取町立熊取中学校）の生徒数増加により、1980年に熊取町立中学校から分離開校した。

## 通学区域
- 熊取町立北小学校の通学区域全域。
- 熊取町立中央小学校の通学区域の一部。

熊取町 大原、桜ヶ丘、新野田、七山、小垣内、松風台、南海ニュータウン東、南海ニュータウン北、自由が丘、泉ヶ丘、川田、つつじヶ丘。

## 交通
- 南海ウイングバス 希望ヶ丘北バス停。
- 阪和線 熊取駅 南東へ約2.8km。
- 水間鉄道水間線 三ツ松駅 西へ約2.3km。